# Christoph Mick
Christoph Mick (* 2. August 1988 in Bozen) ist ein ehemaliger italienischer Snowboarder. Er startete in den Paralleldisziplinen.

## Werdegang
Mick debütierte im Weltcup im Januar 2006 am Kronplatz und belegte dabei den 56. Platz im Parallel-Riesenslalom. Bei den Snowboard-Juniorenweltmeisterschaften 2008 in Chiesa in Valmalenco gewann er Silber im Parallelslalom. Zu Beginn der Saison 2010/11 erreichte er in Landgraaf mit dem zehnten Platz im Parallelslalom seine erste Top-Zehn-Platzierung im Weltcup. Im Januar 2011 errang er bei den Snowboard-Weltmeisterschaften 2011 in La Molina den 34. Platz im Parallelslalom und den 14. Platz im Parallel-Riesenslalom. Bei den folgenden Weltmeisterschaften 2013 in Stoneham kam er auf den 30. Platz im Parallelslalom. Bei seiner ersten Olympiateilnahme 2014 in Sotschi belegte er den 28. Platz im Parallel-Riesenslalom und den 20. Rang im Parallelslalom. In der folgenden Saison kam er in Bad Gastein mit dem zweiten Platz im Parallelslalom erstmals im Weltcup aufs Podium. Bei den Snowboard-Weltmeisterschaften 2015 am Kreischberg errang er den 11. Platz im Parallelslalom. Zu Beginn der Saison 2015/16 holte er in Cortina d’Ampezzo im Parallelslalom seinen ersten Weltcupsieg. Des Weiteren kam er in der Saison dreimal unter die ersten Zehn und errang zum Saisonende den siebten Platz im Parallel-Riesenslalom-Weltcup, den sechsten Platz im Parallelweltcup und den fünften Platz im Parallelslalom-Weltcup. In der folgenden Saison erreichte er im Weltcup zwei Top-Zehn-Platzierungen. Dabei holte er im Parallelslalom in Bad Gastein seinen zweiten Weltcupsieg und erreichte zum Saisonende den zehnten Platz im Parallelweltcup und den dritten Platz im Parallelslalom-Weltcup. Beim Saisonhöhepunkt den Snowboard-Weltmeisterschaften 2017 in Sierra Nevada belegte er den 31. Platz im Parallelslalom und den 24. Platz im Parallel-Riesenslalom. In der Saison 2017/18 wurde er Neunter im Parallelslalom-Weltcup und italienischer Meister im Parallelslalom.
Von 2004 bis 2017 startete Mick ebenfalls im Europacup. Dabei holte er drei Siege. Seine beste Gesamtplatzierung war der achte Platz in der Saison 2009/10.

## Teilnahmen an Weltmeisterschaften und Olympischen Winterspielen

### Olympische Spiele
- 2014 Sotschi: 20. Platz Parallelslalom, 28. Platz Parallel-Riesenslalom

### Weltmeisterschaften
- 2011 La Molina: 14. Platz Parallel-Riesenslalom, 34. Platz Parallelslalom
- 2013 Stoneham: 30. Platz Parallelslalom
- 2015 Kreischberg: 11. Platz Parallelslalom
- 2017 Sierra Nevada: 24. Platz Parallel-Riesenslalom, 31. Platz Parallelslalom

## Platzierungen im Weltcup

### Weltcupsiege
| Nr. | Datum             | Ort               | Disziplin      |
| --- | ----------------- | ----------------- | -------------- |
| 1.  | 19. Dezember 2015 | Cortina d’Ampezzo | Parallelslalom |
| 2.  | 10. Januar 2017   | Bad Gastein       | Parallelslalom |

### Weltcup-Gesamtplatzierungen
| Saison  | Parallel | Parallel | Parallel-Riesenslalom | Parallel-Riesenslalom | Parallelslalom | Parallelslalom |
| Saison  | Punkte   | Platz    | Punkte                | Platz                 | Punkte         | Platz          |
| ------- | -------- | -------- | --------------------- | --------------------- | -------------- | -------------- |
| 2006/07 | 18       | 74.      | -                     | -                     | -              | -              |
| 2007/08 | 19       | 72.      | -                     | -                     | -              | -              |
| 2008/09 | -        | -        | -                     | -                     | -              | -              |
| 2009/10 | 77       | 58.      | -                     | -                     | -              | -              |
| 2010/11 | 603      | 29.      | -                     | -                     | -              | -              |
| 2011/12 | 729      | 29.      | -                     | -                     | -              | -              |
| 2012/13 | 407      | 34.      | 247                   | 29.                   | 160            | 34.            |
| 2013/14 | 490      | 30.      | 57                    | 42.                   | 433            | 18.            |
| 2014/15 | 1796     | 15.      | 736                   | 19.                   | 1060           | 14.            |
| 2015/16 | 2584     | 6.       | 920                   | 7.                    | 1664           | 5.             |
| 2016/17 | 2318,8   | 10.      | 908,8                 | 19.                   | 1410           | 3.             |
| 2017/18 | 1951,4   | 21.      | 1121,4                | 25.                   | 830            | 9.             |